# ماسوینگو
ماسوینگو (انگلیسی: Masvingo) یک شهر در استان ماسوینگو، زیمبابوه است.
این شهر در سال ۲۰۲۲ میلادی ۹۰٬۲۸۶ نفر جمعیت داشته است.